# 恵那市役所
恵那市役所（えなしやくしょ）は、地方公共団体である岐阜県恵那市の組織が入る施設（役所）。

## 概要
- 1954年（昭和29年）に恵那市発足時は大井町役場を使用。手狭になったため1963年（昭和38年）に旧・市民会館[1]を市役所第2庁舎とした。現在の庁舎は1971年（昭和46年）4月に完成[2]。1999年（平成11年）には会議棟が完成している。
- 2000年以降は平成の大合併の影響もあり、庁舎が手狭になる。そのため、2004年（平成16年）10月には北庁舎、2012年（平成24年）6月には北会議棟、2014年（平成26年）11月には西庁舎が建設された。

## 業務時間
- 月曜日から金曜日の8時30分から17時15分（土曜日・日曜日・祝日・年末年始を除く）

## 業務内容

### 本庁舎
4階
- 議会事務局

3階
- 総務課
- 財務課
- 危機管理課
- 企画課
- 地域振興課

2階
- 建設課
- 都市住宅課
- リニアまちづくり課
- 上下水道課
- 環境課

1階
- 税務課
- 会計課

### 西庁舎
4階
- 幼児教育課
- 教育総務課
- 学校教育課
- 学校再編対策室
- スポーツ課
- 生涯学習課

3階
- 農政課
- 林政課
- 観光交流課
- 商工課

2階
- 健幸推進課
- 地域医療課
- 子育て支援課

1階
- 市民課
- 保健年金課
- 社会福祉課
- 高齢福祉課

### 北庁舎
1階
- 建設課

## 振興事務所・出張所
東野振興事務所
- 恵那市東野1342番地1（恵那市東野コミュニティセンター内）

三郷振興事務所
- 恵那市三郷町佐々良木1839番地4（三郷コミュニティセンター内）

武並振興事務所
- 恵那市武並町竹折1059番地36（武並コミュニティセンター内）

笠置振興事務所
- 恵那市笠置町姫栗10番地2（笠置コミュニティセンター内）

中野方振興事務所
- 恵那市中野方町1802番地1（中野方コミュニティセンター内）

飯地振興事務所
- 恵那市飯地町68番地1（飯地コミュニティセンター内）

岩村振興事務所
- 恵那市岩村町1657番地1

元は旧・岩村町役場（恵那市岩村町545番地1）の建物を使用していたが、2017年（平成29年）に岩村コミュニティセンター（恵那市岩村町1657番地1）に一時移転。2024年（令和6年）5月1日にに恵那市役所振興事務所等設置条例が改正され、岩村振興事務所は正式に岩村コミュニティセンター内に移転した。旧・岩村振興事務所は「まなぶ」拠点施設として整備し、佐藤一斎記念館、恵那市市中央図書館分館、恵那市市歴史資料館となる予定。
山岡振興事務所
- 恵那市山岡町上手向1228番地1（恵那市山岡コミュニティセンター内）

明智振興事務所
- 恵那市明智町843番地1　※旧・明智町役場跡地に2014年（平成26年）新築。

串原振興事務所
- 恵那市串原3146番地3（恵那市串原コミュニティセンター内）

上矢作振興事務所
- 恵那市上矢作町漆原44番地2（恵那市上矢作コミュニティセンター内）

恵那中央出張所
- 恵那市大井町180番地1

バロー恵那ショッピングセンター2階にあり、愛称は「えなえーる」。行政窓口の他、女性活躍、食などの発信、交流などの役割がある。

## 交通アクセス
- 中央本線「恵那駅」下車、徒歩約12分。